# Neotettix femoratus
Neotettix femoratus är en insektsart som först beskrevs av Scudder, S.H. 1869.  Neotettix femoratus ingår i släktet Neotettix och familjen torngräshoppor. Inga underarter finns listade i Catalogue of Life.